# 김남기 (프로게이머)
김남기(金南寄, 1985년 7월 30일 ~ )는 대한민국의 스타크래프트 프로게이머를 지낸 전력이 있는, 프로게임단 코치이며 예비역 대한민국 공군 하사이다. Child라는 아이디를 사용하며, 종족은 저그이다.

## 연혁
2004년 아마추어의 신분으로 챌린지 리그 예선을 통과한 후, SouL(지금의 STX SouL)에 입단하며 프로게이머 생활을 시작했다.
2007년 9월 10일을 기하여 STX SouL에서 한빛 스타즈(지금의 웅진 스타즈)로 이적했다.
신한은행 프로리그 08-09를 끝으로 현역에서 은퇴했다.
이후 비공식적으로 웅진 팀의 훈련을 원조하다가 2009년 12월 5일을 기하여 공군 부사관으로 입대, 중간에 건강 관련 문제로 한 차례 퇴소되었다가 2010년 8월 5일에 공군 부사관 재입대하였다. 임관 후 공군 ACE에 배속, 팀이 해체될 때까지 코치 업무를 수행하였고 이후 동료 e-스포츠 게이머 홍진호(2010년 12월 30일을 기하여 공군 하사 예편), 서지훈(2011년 4월 공군 하사 예편) 등의 병역여부사항처럼 2014년 3월 4일을 기하여 공군 하사로 예편하였다.

## 프로리그 성적
개인전 12승 21패(36.3%)
vs T 1승 6패(14.3%)
vs P 6승 9패 (40%)
vs Z 5승 6패(45.5%)
팀플레이 7승 19패
통합 19승 40패

## 별명
- 돈남기 : 김남기의 방송경기 데뷔전이었던 2004년 4월 27일 G-voice 챌린지 리그 대 조병호 전에서 김남기는 유리한 상황에서도 1만이 넘는 잉여 미네랄을 남길 정도의 부족한 생산력을 드러냈다. 결국 그 경기를 승리하긴 했지만 김남기의 생산력을 비웃는 '돈남기'라는 별명이 따라왔고, 김남기는 데뷔부터 유쾌하지 않은 별명을 껴안아야 했다.
- 독남기 : 곰TV MSL 시즌2에 진출한 김남기는 전 대회 우승자 김택용을 독기 품은 표정으로 노려보며 도발, 원하던 김택용과의 개막전을 성사시켰다. 당시의 표정을 빗대, 기존의 별명 '돈남기'와 매치시켜 만든 별명. 김남기는 김택용과의 개막전에서 패배하며 32강에서 탈락했다.

## 코치 경력
- 김민철 돌풍 견인 : 프로리그 09-10시즌 위너스리그 플레이오프에서, 그때까지 거의 무명이었던 웅진 스타즈의 김민철이 깜짝 올킬을 하며 돌풍을 일으켰는데, 후에 군 입대를 앞둔 김남기가 김민철의 훈련을 전담해서 도왔다는 사실이 알려져 화제를 모으기도 했다. 현재 김민철은 웅진 스타즈의 주력 선수로 성장해 있다.

## 수상 경력
- 2006년 신한은행 스타리그 시즌1 24강
- 2006년 신한은행 스타리그 시즌3 24강
- 2007년 곰TV MSL 시즌2 32강
- 2008년 곰TV TG삼보-인텔 클래식 2008 시즌1 32강
- 2015년 스베누 스타리그 시즌 2 듀얼 토너먼트 24강